# Casa de Saxe-Coburgo-Koháry
A Casa de Saxe-Coburgo-Koháry é um ramo cadete da Casa de Saxe-Coburgo-Gota, fundada após o casamento entre o príncipe Fernando de Saxe-Coburgo-Gota com a princesa Maria Antônia de Koháry, da casa de Koháry. A casa foi fundada após a morte do pai de Maria Antônia, Ferenc József, Príncipe de Koháry e como não haviam mais membros masculinos da casa de Koháry a mesma foi incorporada com a casa de Saxe-Coburgo-Gota. Hoje, por conta da alteração feita por Simeão II das "Leis da Casa" cuja sucessão é feita por primogenitura absoluta, hoje a atual chefe da casa é a sua irmã Maria Luísa da Bulgária.
Após o casamento do príncipe Fernando e da princesa Maria Antonia em janeiro de 1816 e a morte do seu sogro, o príncipe Ferencz József Koháry de Csábrág , em 1826, o príncipe Fernando herdou a propriedade principesca húngara de Koháry e converteu-se ao catolicismo.
Os descendentes deste ramo casaram-se com uma rainha reinante de Portugal, uma princesa imperial do Brasil, uma arquiduquesa da Áustria, uma princesa real francesa, uma princesa real da Bélgica e uma princesa real da Saxónia. Um descendente deste ramo, também chamado Fernando , tornou-se príncipe governante, e depois czar , da Bulgária , e os seus descendentes continuaram a governar até 1946. O atual chefe da Casa da Bulgária, o antigo czar Simeão II , que foi deposto e exilado após a Segunda Guerra Mundial , atende pelo nome de Simeon Sakskoburggotski . Ele serviu como primeiro-ministro da Bulgária de 2001 a 2005, o que o torna um dos dois únicos ex-monarcas que se tornaram chefes de governo através de eleições democráticas. O diretor búlgaro Andrey Paounov dedicou um documentário intitulado The Boy Who Was a King , cobrindo o retorno de Simeão II à Bulgária, sua eleição como primeiro-ministro e seus anos no governo.

## Chefes da casa
Chefes da casa de Saxe-Coburg-Gota-Koháry
1. Fernando de Saxe-Coburgo-Gota (1826-1851), filho de Francisco, Duque de Saxe-Coburgo-Saalfeld e fundador da casa.
2. Augusto de Saxe-Coburgo-Koháry (1851-1881), filho do anterior e de Maria Antônia de Koháry.
3. Filipe de Saxe-Coburgo-Koháry (1881-1921), filho do anterior.
4. Pedro Augusto de Saxe-Coburgo e Bragança (1921-1934), sobrinho do anterior, filho de Luís Augusto de Saxe-Coburgo-Gota e Leopoldina do Brasil
5. Rainer de Saxe-Coburgo e Bragança (1934-1945), sobrinho do anterior, filho de Augusto Leopoldo de Saxe-Coburgo e Bragança e Carolina da Áustria-Toscana
6. João Henrique (1945-2010), filho do anterior.
João Henrique morreu sem deixar herdeiros vivos, assim então passando para a linhagem dos reis da Bulgária.
7. Simeão II da Bulgária (2010-2012), primo do anterior, filho de Bóris III da Bulgária e Joana de Saboia
8. Maria Luísa da Bulgária (2012- a atualidade) irmã do anterior.
Brasil
Portugal
Teve início com o casamento de Fernando II de Portugal com Maria II de Portugal, foi a última dinastia reinante de Portugal, hoje se encontra extinta.
1. Fernando II de Portugal (1837-1853, rei iuris uxoris), filho de Fernando de Saxe-Coburgo-Gota.
2. Pedro V de Portugal (1853-1861), filho do anterior.
3. Luís I de Portugal (1861-1889), irmão do anterior.
4. Carlos I de Portugal (1889-1908), filho do anterior.
5. Manuel II de Portugal (1908-1910), filho do anterior, foi o último rei de Portugal até a proclamação da república.
Manuel II viveu o resto de sua vida no exílio até a sua morte em 1932 e como ele não teve filhos, a casa de Bragança-Saxe-Coburgo-Gota foi extinta.
Bulgária
Tudo começa com o então filho de Augusto, Fernando I da Bulgária que em 1887 é eleito Príncipe da Bulgária. A atual família real da Bulgária descende dele.
1. Fernando I da Bulgária (1887-1918), filho de Augusto de Saxe-Coburgo-Koháry.
2. Bóris III da Bulgária (1918-1943) filho do anterior.
3. Simeão II da Bulgária (1943-1946) filho do anterior, sob regência de Cirilo da Bulgária, hoje é o atual chefe da casa real búlgara e pretendente ao trono da Bulgária.